# 17277 Jarrydlevine
17277 Jarrydlevine (2000 LP25) là một tiểu hành tinh vành đai chính được phát hiện ngày 7 tháng 6 năm 2000 bởi nhóm nghiên cứu tiểu hành tinh gần Trái Đất phòng thí nghiệm Lincoln ở Socorro.